# Velvet lined shell
Velvet lined shell is een studioalbum annex minialbum anne ep van Toyah Willcox. Toyah probeerde haar zangcarrière weer een impuls te geven. Nadat de oplage van Little tears of love (1000 exemplaren) op was verscheen dit album, waarom drie van de vier tracks van Little tears te horen zijn.  Het minialbum is dan ook net als haar voorganger een terugkeer naar de punk en new wave.  Het album is opgenomen in de Artisan Studio in Birmingham (Engeland).
De muzikale loopbaan van Toyah kwam weer stil te liggen en er verschenen twee verzamelalbums onder de titel The Safari Records singles collection (part I en II) in 2005.

## Musici
- Toyah – zang
- Tim Elsenburg – gitaar, zang
- Anthony Bishop – basgitaar, zang
- Jon Cotton – toetsinstrumenten
- Alistair Hamer – slagwerk

Elsenbirg, Bishop en Hamer waren afkomstig uit de muziekgroep Sweet Billy Pilgrim.

## Muziek
Alle door Toyah, Elsenburg

| Nr. | Titel                          | Duur |
| --- | ------------------------------ | ---- |
| 1.  | Every scar has a silver lining | 3:25 |
| 2.  | Velved lined shell             | 4:14 |
| 3.  | Little tears of love           | 3:23 |
| 4.  | You’re a miracle               | 3:00 |
| 5.  | Mother                         | 4:20 |
| 6.  | Troublesome thing              | 4:21 |